# Hansenochrus guyanensis
Hansenochrus guyanensis är en spindeldjursart som beskrevs av James Cokendolpher och Paul Reddell 2000. Hansenochrus guyanensis ingår i släktet Hansenochrus och familjen Hubbardiidae. Inga underarter finns listade i Catalogue of Life.